# Mauricio Rosenbaum
Mauricio Rosenbaum (20 de agosto de 1921 - 4 de mayo de 2003) fue un médico cardiólogo argentino nacido en la ciudad de Carlos Casares, en la provincia de Buenos Aires. Es conocido en el ámbito académico por sus contribuciones en el estudio y tratamiento de la enfermedad chagásica, arritmias cardíacas y electrofisiología cardíaca.

## Biografía
Se graduó de médico en la Universidad Nacional de Córdoba, ciudad de Córdoba. Instalado en Buenos Aires, comenzó a destacarse como cardiólogo en el Pabellón Inchauspe de Cardiología del Hospital Ramos Mejía, bajo la jefatura del profesor Blas Moia. En 1954 viajó como investigador asociado, por un año, con Eugene Lepesckint, a la Universidad de Vermont, y en 1969, también por un año, estuvo en la Universidad de Kentucky en Lexington, en calidad de Profesor Invitado. Hasta su retiro en 1986, fue jefe de Cardiología del Hospital Salaberry y el Hospital Ramos Mejía. Finalizó su carrera académica como profesor Honorario de Medicina de la Universidad de Buenos Aires.

## Carrera
En la década de 1950, Mauricio dedicó mucho tiempo al estudio clínico y epidemiológico de la enfermedad de Chagas-Mazza. Sus hallazgos los compiló en 26 publicaciones. Su artículo Miocardiopatia chagasica (Progress in Cardiovascular Diseases, 1964) fue el más importante de ellos y sigue siendo referente de las publicaciones actuales relacionadas con el tema. Esta publicación encendió las alarmas, en la medida que resaltó la importancia de la enfermedad de Chagas en Argentina y fue el punto de partida para el desarrollo de políticas de salud pública en el país para el control de esta enfermedad.
Los estudios anatómicos y experimentales llevados a cabo en el Pabellón Inchauspe, complementado por observaciones clínicas y anatomopatológicas, innovaron el campo de la electrocardiografía, descubriendo que el sistema de conducción cardíaco tiene 3 y no 2 terminales: 1 en el ventrículo derecho y 2 en el izquierdo, mejorando la capacidad diagnóstica y opciones terapéuticas para el tratamiento de pacientes con arritmias. La comunidad científica a nivel internacional aceptó rápidamente la importancia del trabajo realizado por Rosenbaum. Esto propició el inicio de la escuela de electrocardiografía de Rosenbaum.
En la década de 1970, Rosenbaum realizó ensayos clínicos en el tratamiento de pacientes afectados por arritmias cardíacas con el antiarrítmico amiodarona. Basado en el trabajo de Bramah Singh, la labor específica consistió en ensayos para el tratamiento de sus pacientes que sufrían de arritmias ventriculares y supraventriculares con resultados notables. Asimismo, basados en los artículos escritos por Rosenbaum aplicando las teorías de Singh, algunos médicos en los Estados Unidos empezaron a prescribir amiodarona a sus pacientes con arritmias que potencialmente requerían tratamiento continuo, a finales de la década de 1970.